# Love from a Stranger (pjäs)
För andra betydelser, se Love from a Stranger.
Love from a Stranger är en pjäs från 1936 skriven av Frank Vosper och baserad på Philomel Cottage, en novell från 1924 av den brittiska deckarförfattaren Agatha Christie.

## Historia
Frank Vosper var en populär man inom brittisk teater under 1920- och 1930-talet, och skrev även flera pjäsen. Han trillade över bord från en atlantångare 1937 och drunknade.
Pjäsen bearbetades av Vosper och hade premiär på New Theatre den 31 mars 1936. Vosper spelade huvudrollen i pjäsen, som senare blev en framgångsrik film. Reklamutdrag sändes i BBC:s regionala program den 1 maj 1936 i ett 20 minuter långt program med medlemmar av den dåvarande ensemblen.
Den 9 maj 1936 gavs den sista föreställningen på New Theatre och pjäsen flyttades omedelbart till Queen's Theatre den 11 maj, där den spelades till den 8 augusti 1936. Den öppnade igen två dagar senare på Streatham Hill Theatre i en vecka.
Pjäsen, liksom novellen, är en thriller snarare än en deckarhistoria i det att det står klart långt före slutet precis vem som är mördaren. Frågan är om mördaren kommer att lyckas? Vosper skrev den manlige huvudrollen Bruce Lovell (namnen skiljer sig från Christies berättelse) åt sig själv men på den förberedande turnén före premiären spelades den av Basil Sydney.

## Mottagande
Pjäsen fick bra recensioner och Daily Herald skrev att det var "en briljant skräckpjäs" och att "vårt blod var härligt stelt i går kväll". The Times var lika entusiastisk och sade: "Den sista akten är mycket säker i sin effekt. Spänningen bibehålls. Varje vändning i berättelsen är tydlig och slående. Flickans skräckslagna självbehärskning och mannens grova och avskyvärda vansinne skildras av miss Marie Ney och me Vosper med all förfining av en mordisk thriller. Inom ramen för sitt syfte kunde skådespeleriet i denna scen knappast bli bättre." Det påstås att slutklämmen var så skrämmande för publiken att vissa svimmade.
Ivor Brown skrev i The Observer den 5 april 1936: "Det finns en autentisk och oerhörd spänning i kampen mellan Bruce och hans tillfångatagna hustru. Man får en känsla av att om någon fågel häckade i närheten av den här stugan, så skulle det vara den kväkande korpen eller den dödliga ugglan." Frank Vospers prestation beskrevs som "mycket smart" och "en förstklassig studie i sönderfall, där den första aktens muskler blir den sista aktens skräckinjagande slapphet. Båda huvudrollsinnehavarna måste byta karaktär under pjäsens gång, vilket, eftersom detta är välgjort, ger den ett speciellt skådespelarvärde bortsett från dess intresse för intrig och problem."
The Scotsman den 1 april 1936 inledde sin recension med: "Att se föreställningen av Love from a Stranger på New Theatre är som att bevittna en skicklig trolleriföreställning. Man vet att allt som till synes händer är näst intill omöjligt, men ändå kan man inte undgå att bli hänförd." Recensionen fortsatte: "Frank Vosper åstadkommer med stor konst förvandlingen från en trevlig ung kolonialist till en vanemässig mördare. Scenen där han gradvis avslöjar sin sanna karaktär genom att riva sönder sin frus halsduk i en paroxysm av mordiskt raseri förlänas av honom en realism som nästan är hemsk. Det var svårt att bedöma miss Marie Neys prestation eftersom det var svårt att tro att hon någonsin skulle ha försatt sig i en sådan situation."

## Handling
Cecily har gjort slut med sin pojkvän, men återfår snart sin lycka när hon upptäcker att hon har vunnit högsta vinsten i lotteriet. Med prispengarna ger hon sig ut på en lång resa. På resan träffar hon och blir kär i en man, som hon inte tvekar att gifta sig med, trots varningarna från sina vänner. Strax efter giftermålet börjar Cecily bli rädd, eftersom hon tror att hon har gift sig med en störd och mycket farlig man, som tillbringar praktiskt taget all sin tid i källaren i huset på landet där de bor. Paniken ökar när hon upptäcker att hennes man är en riktig bedragare som gifter sig med rika kvinnor och sedan mördar dem. Till slut lyckas Cecily avslöja mördaren och rädda sitt liv.

## Filmatiseringar
Pjäsen filmatiserades två gånger. Den brittiska versionen från 1937 med Basil Rathbone och Ann Harding i huvudrollerna släpptes i USA som A Night of Terror. Nyinspelningen från 1947 med John Hodiak och Sylvia Sidney i huvudrollerna släpptes i Storbritannien som A Stranger Walked In.